# André the Giant (film)
André the Giant è un film documentario del 2018 diretto da Jason Hehir sulla vita del wrestler André the Giant.

## Descrizione
Il documentario verte sulla vita di André, costretto a convivere con il gigantismo, malattia che lo rese ricco e famoso ma che ne limitò anche molto la vita. Il documentario vede la partecipazione di molti lottatori professionisti e personalità mediatiche quali Vince McMahon, Hulk Hogan, Pat Patterson, Tim White, Ric Flair, Arnold Schwarzenegger, Billy Crystal e familiari di André che parlano della sua vita.
Il documentario è stato prodotto da Janine Marmot e Bill Simmons, da tempo interessati a girare un documentario sul gigante francese, vera e propria leggenda nel mondo del wrestling. Il documentario prende in esame la sua infanzia ed adolescenza in Francia, la celebre carriera in WWE, e le incursioni nel mondo dello spettacolo.

## Accoglienza
Nel sito web aggregatore di recensioni Rotten Tomatoes il documentario ha un indice di gradimento del 96% basato su 23 recensioni da parte di critici professionisti, con un punteggio globale di 8.4 su 10. Metacritic assegna al film un punteggio di 76 su 100, basato su cinque recensioni da parte di critici cinematografici, indicante un "giudizio generalmente favorevole".
Nel luglio 2018 HBO ha dichiarato che André the Giant è stato il documentario sportivo più visto in assoluto della sua storia.